# Nécropole de Stare kuće
La nécropole de Stare kuće se trouve en Bosnie-Herzégovine, sur le territoire du village de Breške et sur celui de la Ville de Tuzla. Elle abrite 23 stećci, un type particulier de tombes médiévales. Elle est inscrite sur la liste des monuments nationaux de Bosnie-Herzégovine et fait partie des 22 sites avec des stećci proposés par le pays pour une inscription au patrimoine mondial de l'UNESCO.